# Kalanchoe jongmansii
Kalanchoe jongmansii és una espècie de planta suculenta del gènere Kalanchoe, de la família de les Crassulaceae.

## Descripció
És una petita herba perenne, amb tiges simples, primes, erectes, de fins a 30 cm, glabres a la base, les parts joves més o menys pèls glandulars.
Les fulles són carnoses, sèssils, erectes i de vegades aplanades contra la tija, oblongues, de 0,7 a 4,5 cm de llarg i de 0,2 a 1 cm d'ample, punta obtusa, base atenuada, marges sencers a lleugerament crenats-dentats a la part superior.
Les inflorescències són corimbes de poques flors, d'uns 4 cm, de vegades amb bulbils petits, peduncle amb pèls glandulars, de 9 a 25 cm, pedicels d'uns 4 mm.
Les flors són erectes, calze verd, tub de 0,2 a 0,8 mm; sèpals ovats, aguts, de 6 a 12 mm de llarg i de 1,7 a 2,4 mm d'ample; corol·la campanulada, clara a groc daurat; tub ± 4 angular, glabre o amb pèls glandulars, de 9 a 14 mm; pètals ovats, cuspidats, de 6 a 8 mm de llarg i de 4 a 5 mm d'ample; estams inclosos o lleugerament sobresortints.
Molt diferent de totes les altres espècies del gènere pel seu aspecte semblant a l’Hypericum, per les fulles estretes i les grans flors. Tot i que la majoria d’autors la col·loquen a la secció Bryophyllum, és de fet intermedi entre la secció Bryophyllum (presència de bulbils, inserció d’estams) i la secció Kalanchoe (flors erectes, calze de tubs curts adherit a la corol·la).

## Distribució
Planta endèmica de Madagascar central (Massís d’Andringitra). Creix entre roques.

## Taxonomia
Kalanchoe jongmansii va ser descrit per Raymond-Hamet i Joseph Marie Henry Alfred Perrier de la Bâthie (Raym.-Hamet & H.Perrier) i publicada als Annales du Musée Colonial de Marseille, sér. 3, 2: 195. 1914.

### Etimologia
Kalanchoe: nom genèric que deriva de la paraula cantonesa "Kalan Chauhuy", 伽藍菜 que significa 'allò que cau i creix'.
jongmansii: epítet atorgat en honor del paleobotànic i biogeògraf holandès Wilhelmus Josephus Jongmans.

### Sinonímia
- Bryophyllum jongmansii  (Hamet & H.Perrier) Govaerts (1996)

### Subespècies
- Kalanchoe jongmansii subsp. jongmansii Raym.-Hamet & H. Perrier
- Kalanchoe jongmansii subsp. ivohibensis Humbert